# 181241 Dipasquale
181241 Dipasquale è un asteroide della fascia principale. Scoperto nel 2005, presenta un'orbita caratterizzata da un semiasse maggiore pari a 3,1788260 UA e da un'eccentricità di 0,0230763, inclinata di 10,26425° rispetto all'eclittica.
L'asteroide era stato inizialmente battezzato 181241 Samofalov per poi essere corretto nella denominazione attuale. L'eponimo venne poi attribuito all'asteroide 262418 Samofalov.
Inoltre l'eponimo Dipasquale era stato inizialmente assegnato a 239890 Edudeldon che ricevette poi l'attuale denominazione.
L'asteroide è dedicato al cardiologo italiano Pietro Di Pasquale.